# شتاینباخ ان در وید
شتاینباخ ان در وید (به آلمانی: Steinebach an der Wied) یک شهر در آلمان است که در وستروالدکرایس واقع شده‌است. شتاینباخ ان در وید ۷۹۴ نفر جمعیت دارد.